# Kelly Tan
Kelly Tan (nascida em 26 de outubro de 1993) é uma jogadora malaia de golfe profissional que atualmente disputa os torneios do LPGA Tour. Começou a praticar golfe aos doze anos de idade. Como amadora, Tan já venceu três vezes o Malaysian Ladies Open.
No golfe dos Jogos Olímpicos de Verão de 2016, realizados no Rio de Janeiro, Brasil, terminou sua participação na competição de jogo por tacadas individual feminino na quinquagésima primeira colocação, com 297 tacadas (78-70-76-73), treze acima do par, representando Malásia.